# 칼리파 하프타르
칼리파 하프타르(خليفة بالقاسم عمر حفتر)는 리비아 국민군의 총사령관이다. 